# Danielle Collins
Danielle Rose Collins, född 13 december 1993 i Saint Petersburg, Florida, är en amerikansk högerhänt professionell tennisspelare. Hon har varit rankad nummer 7 i världen som högst  (11 juli 2022).

## Tenniskarriären
År 2019 fick Collins sitt stora genombrott när hon nådde semifinalen i Australiska öppna.